# Eisenbahnunfall von Lebus
 Der Eisenbahnunfall von Lebus war der Frontalzusammenstoß zweier Züge am 27. Juni 1977, als durch das Versehen eines Weichenwärters im Bahnhof Booßen ein Zug auf die falsche Strecke geleitet wurde und es zum Frontalzusammenstoß mit einem entgegenkommenden Zug kam. 29 Personen starben.

## Ausgangslage
Im Bahnhof Booßen zweigt die Bahnstrecke Küstrin-Kietz–Frankfurt (Oder) von der Strecke Eberswalde–Frankfurt ab. Der Bahnhof Booßen verfügte nur über zwei durchgehende Gleise.
Auch nach einem Umbau der Sicherungsanlagen im Jahr 1974 gab es dort noch immer keine Bahnhofsblockabhängigkeit zwischen den Ausfahrsignalen und den Weichen. Der Fahrdienstleiter, dessen Arbeitsplatz sich im Empfangsgebäude befand, hatte keine Möglichkeit, die Stellung der nördlichen Ausfahrweichen zu prüfen. Hier tat vielmehr ein Weichenwärter Dienst, der vom Fahrdienstleiter telefonisch die geforderte Fahrstraßeneinstellung mitgeteilt bekam und dem Fahrdienstleiter die ordnungsgemäße Stellung der Weiche meldete, worauf der Fahrdienstleiter das Ausfahrsignal auf Fahrt stellte. Als Hilfsmittel stand dem Weichenwärter dafür ein Schlüsselwerk zur Verfügung, welches ihm die Überprüfung der zutreffenden Weichenstellung ermöglichte, aber keine aktive Sicherung bot. Der Weichenwärter, der in dieser Nacht die Verantwortung trug, hatte bereits 12 Stunden Dienst hinter sich.
Der Urlauberschnellzug D 1918, gezogen von der ölbefeuerten Dampflokomotive 03 0078, war von Zittau über Cottbus und Frankfurt (Oder) nach Stralsund unterwegs. Er musste in Booßen den Abzweig zur Strecke Küstrin-Kietz–Frankfurt passieren. Das Lokpersonal war hier neu. Es hatte ungenügende Streckenkenntnis, zu der gehört hätte, die Verbindung dreimal zu befahren, davon mindestens einmal nachts. Tatsächlich war es zu diesem Zweck aber nur einmal – bei Tag in einem Bereisungs-Triebwagen – unterwegs gewesen. Die Unfallfahrt war die sechste Alleinfahrt des Lokführers auf der Strecke, für den Heizer die vierte, und es war eine Nachtfahrt. Auf der Strecke Küstrin-Kietz–Frankfurt (Oder) war zur gleichen Zeit der Durchgangsgüterzug Dg 50101 von Kietz in Richtung Booßen unterwegs, gezogen von der Diesellok 132 200.

## Unfallhergang
Eines der beiden durchgehenden Gleise des Bahnhofs Booßen, Gleis 2, war mit einem abgestellten Güterzug besetzt. Als ein Lokzug aus Richtung Kietz einfuhr, stellte der Weichenwärter die entsprechende Weiche für diese Einfahrt in das nicht besetzte Gleis 4. Eine weitere Weiche aber, welche hierfür die Funktion einer Schutzweiche einnahm und die für das aus Eberswalde kommende Gleis die Verzweigung zur Einfahrt in Gleis 2 oder 4 des Bahnhofs darstellte, beließ er in der Stellung von Gleis 4 nach Eberswalde, wie es für die erwartete Fahrt des D 1918 erforderlich war. Inwieweit er die Vorbeifahrt des Lokzuges an seinem Bahnwärterhaus registrierte, ist ungewiss, jedenfalls schlief er ein. Als ihn der Anruf des Fahrdienstleiters weckte, der den Schnellzug ankündigte, stellte er gar keine Weiche, hatte die Durchfahrt des Lokzuges aus Richtung Kietz vergessen und nahm an, dass die Weichen für die Fahrt nach Eberswalde zutreffend gestellt wären. Eine Weiche lag auch in der zutreffenden Stellung, die Weiche aber, welche über die Fahrt nach Kietz oder Eberswalde entschied, nicht. Der Weichenwärter meldete ohne die vorgeschriebene Fahrwegprüfung am Schlüsselwerk, dass der Fahrweg nach Stralsund eingestellt sei. Aufgrund dieser Meldung stellte der Fahrdienstleiter das Ausfahrsignal auf „Fahrt frei“. Auch das Personal auf der Schnellzuglokomotive bemerkte wegen fehlender Streckenkunde nicht, dass es auf die falsche Strecke geleitet wurde. In der irrigen Annahme, sich auf einer Hauptstrecke zu befinden, wurde mit etwa 100 km/h gefahren. Wegen des fehlenden Streckenblocks war keiner der Züge mehr aufzuhalten.
Westlich des Haltepunkts Lebus stießen Schnellzug und Güterzug frontal zusammen. Der Lokführer des Güterzugs leitete noch eine Schnellbremsung ein und sprang von der Lokomotive. Dabei brach er sich den Fuß. Sein Beimann starb im Führerstand, ebenso später – noch an der Unfallstelle – Lokführer und Heizer der Dampflokomotive. Beide Lokomotiven sowie die ersten Wagen beider Züge wurden zerstört. Die Dampflokomotive kam so plötzlich zum Stehen, dass sich der erste Wagen ihres Zuges unter den Schlepptender schob, dabei völlig zusammengedrückt wurde, während sich der Tender aufbockte und dabei das Führerhaus eindrückte. Der zweite Personenwagen des Schnellzuges wurde zur Hälfte in sich zusammengeschoben. Im Schnellzug starben 26 Reisende, viele davon Kinder aus dem Kreis Zittau auf dem Weg in ein Betriebsferienlager an der Ostsee. Durch auslaufendes Öl der Feuerung der Dampflokomotive gerieten die ersten beiden Güterwagen, die Papier geladen hatten, in Brand. Die beiden Lokomotiven waren so stark beschädigt, dass sie in der Folge ausgemustert wurden. Der Sachschaden belief sich auf 4 Mio. Mark.

## Folgen
29 Menschen (26 Reisende, das Lokpersonal des Schnellzuges und der Beimann des Güterzuges) starben, darüber hinaus wurden 7 schwer und zahlreiche weitere leicht verletzt.
Der schwer traumatisierte Zugführer, der sich im hinteren Zugteil aufgehalten hatte, überstand den Unfall ohne größere körperliche Verletzungen. Über ein Telefon an einem Bahnübergang verständigte er den Fahrdienstleiter in Booßen, der erst gar nicht verstand, was passiert war, da er den Schnellzug ja auf einer ganz anderen Strecke wähnte. Erste Hilfe wurde von Bürgern der Ortschaft Lebus und deren Freiwilligen Feuerwehr geleistet. Die Rettungsmannschaften wollten zuerst gar nicht glauben, dass das Blechknäuel hinter der Dampflokomotive tatsächlich die Überreste von drei Personenwagen waren, da sie auf so engen Raum zusammengedrückt waren. Weiter traf dann die Feuerwehr aus Frankfurt (Oder) ein und sorgte dafür, dass das Feuer von den brennenden Güterwagen nicht auf die Personenwagen übergriff. Rettung, Bergung und Untersuchung leitete Verkehrsminister Otto Arndt vor Ort. Weitere Helfer kamen von NVA, Sowjetarmee, Polizei, Zivilverteidigung, Reichsbahn und Transportpolizei.
Der Weichenwärter wurde am 18. Juli 1977 vom Bezirksgericht Frankfurt (Oder) als allein Schuldiger zu fünf Jahren Freiheitsstrafe und vollem Schadenersatz verurteilt. Er beging nicht Suizid, wie vereinzelt behauptet wird, sondern trat seine Haftstrafe an. Er wurde vorzeitig aus der Haft entlassen und auch wieder bei der Deutschen Reichsbahn beschäftigt, allerdings nicht mehr im Stellwerksdienst, sondern im Bereich Gepäck- und Expressgut-Abfertigung auf dem Bahnhof Frankfurt (Oder).
Die mangelhafte technische Sicherung des Bahnhofs wurde vor und vom Gericht verschwiegen. Im internen Bericht wurde sie dagegen mit der Begründung zugegeben, dass der Deutschen Reichsbahn dafür nicht in ausreichendem Umfang Mittel und Material zur Verfügung gestellt worden waren. Verkehrsminister Otto Arndt erklärte in die laufende Kamera: „Die vorhandenen Sicherungsanlagen arbeiteten einwandfrei.“ Das war nicht falsch – nur waren eben kaum Sicherungsanlagen vorhanden. Die fehlende Sicherungstechnik im Bahnhof Booßen wurde am 18. Dezember 1979 mit der Inbetriebnahme eines elektromechanischen Stellwerks behoben.